# Liste du patrimoine culturel immatériel de l'humanité en Suède
Cet article recense les pratiques inscrites au patrimoine culturel immatériel en Suède.

## Statistiques
La Suède ratifie la convention pour la sauvegarde du patrimoine culturel immatériel le 26 janvier 2011. La première pratique protégée est inscrite en 2018.
En 2024, la Suède compte 4 éléments inscrit au patrimoine culturel immatériel, 2 sur la liste représentative et 2 sur le registre des meilleures pratiques de sauvegarde.

## Listes

### Liste représentative
Les éléments suivants sont inscrits sur la liste représentative du patrimoine culturel immatériel de l'humanité :
| Élément | Type | Subdivision | Année | Lien  | Notes                                                          | Illus. |
| --- | --- | ----------- | ----- | ----- | -------------------------------------------------------------- | ------ |
| Les traditions nordiques des bateaux à clins | savoir-faire liés à l’artisanat traditionnel                                                                                               |             | 2021  | 01686 | Partagé avec le Danemark, la Finlande, l'Islande et la Norvège |        |
| L'estivage dans un fäbod et seter : connaissances, traditions et pratiques liées au pâturage des terres reculées et à la production alimentaire artisanale | traditions et expressions orales connaissances et pratiques concernant la nature et l'univers savoir-faire liés à l'artisanat traditionnel |             | 2024  | 02109 | Partagé avec la Norvège                                        |        |

### Patrimoine immatériel nécessitant une sauvegarde urgente
La Suède ne compte aucun élément sur la liste du patrimoine immatériel nécessitant une sauvegarde urgente.

### Registre des meilleures pratiques de sauvegarde
Les éléments suivants sont inscrits au registre des meilleures pratiques de sauvegarde.
| Élément | Type | Subdivision | Année | Lien  | Notes | Illus. |
| --- | --- | ----------- | ----- | ----- | ----- | ------ |
| Le programme « Terre des légendes » pour promouvoir et redynamiser l'art du conte dans le comté de Kronoberg (sud de la Suède) | arts du spectacle pratiques sociales, rituels et événements festifs traditions et expressions orales             | Kronoberg   | 2018  | 01392 |       |        |
| Le réseau dédié au nyckelharpa, diffusion innovante d'une tradition musicale et de lutherie ayant ses racines en Suède         | arts du spectacle pratiques sociales, rituels et événements festifs savoir-faire liés à l'artisanat traditionnel | Uppland     | 2023  | 01976 |       |        |